# Linia kolejowa Orneta – Morąg
Linia kolejowa Orneta – Morąg – rozebrana normalnotorowa (o prześwicie 1435 mm) linia kolejowa w woj. warmińsko-mazurskim, łącząca Ornetę z Morągiem.

## Historia
Linię otwarto 1 sierpnia 1894 roku. Istniała do 1945 roku, kiedy to została rozebrana. Linia była jednotorowa o rozstawie szyn wynoszącym 1435 mm. Odbywał się na niech zarówno ruch towarowy, jak i pasażerski. Jej długość wynosiła 29,100 km. Stacjami pośrednimi na trasie między Ornetą a Morągiem były: Kruczy Las, Sportyny, Miłakowo, Niebrzydowo Wielkie i Maliniak.

## Galeria

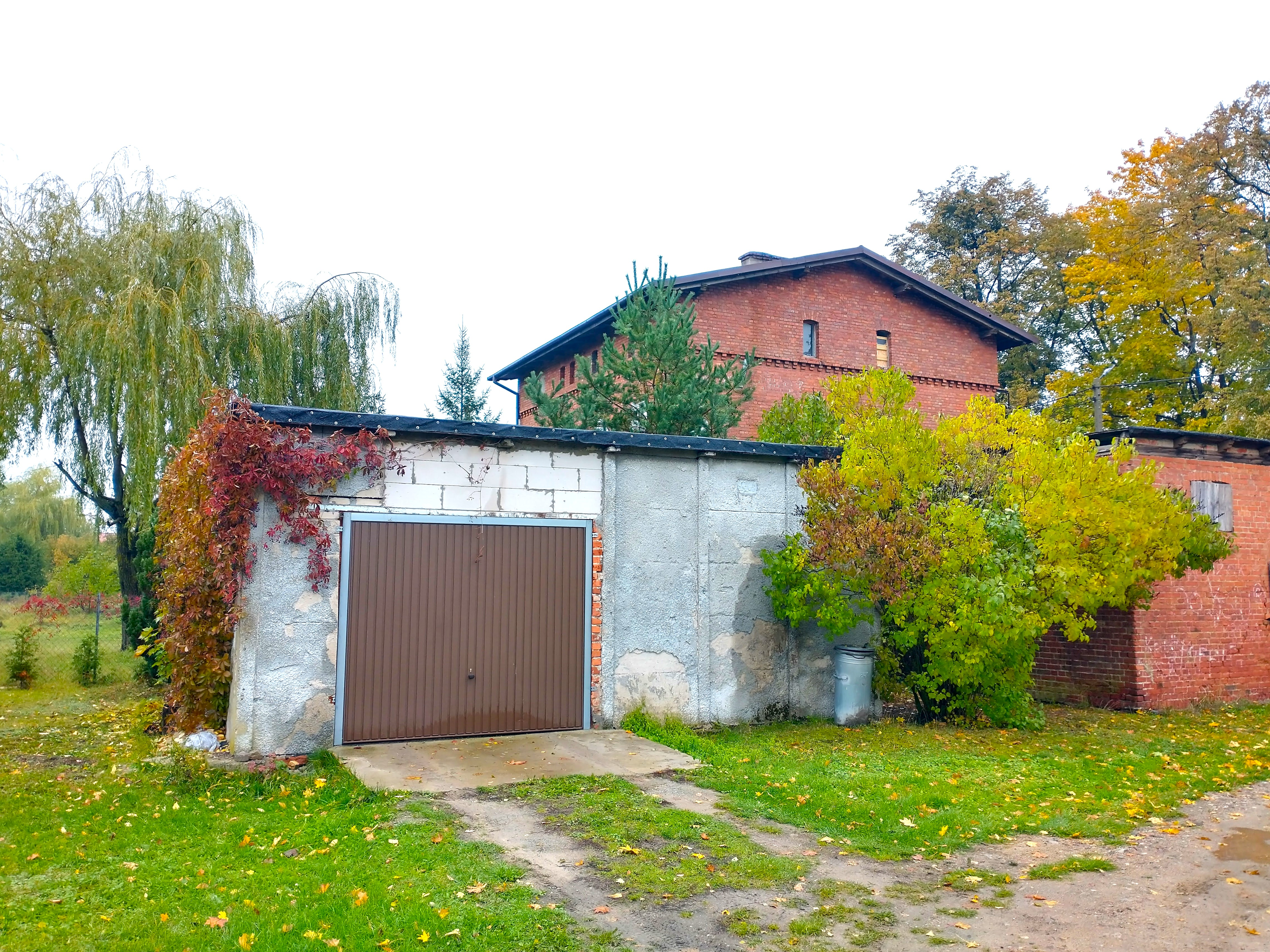
Budynki pokolejowe w Miłakowie
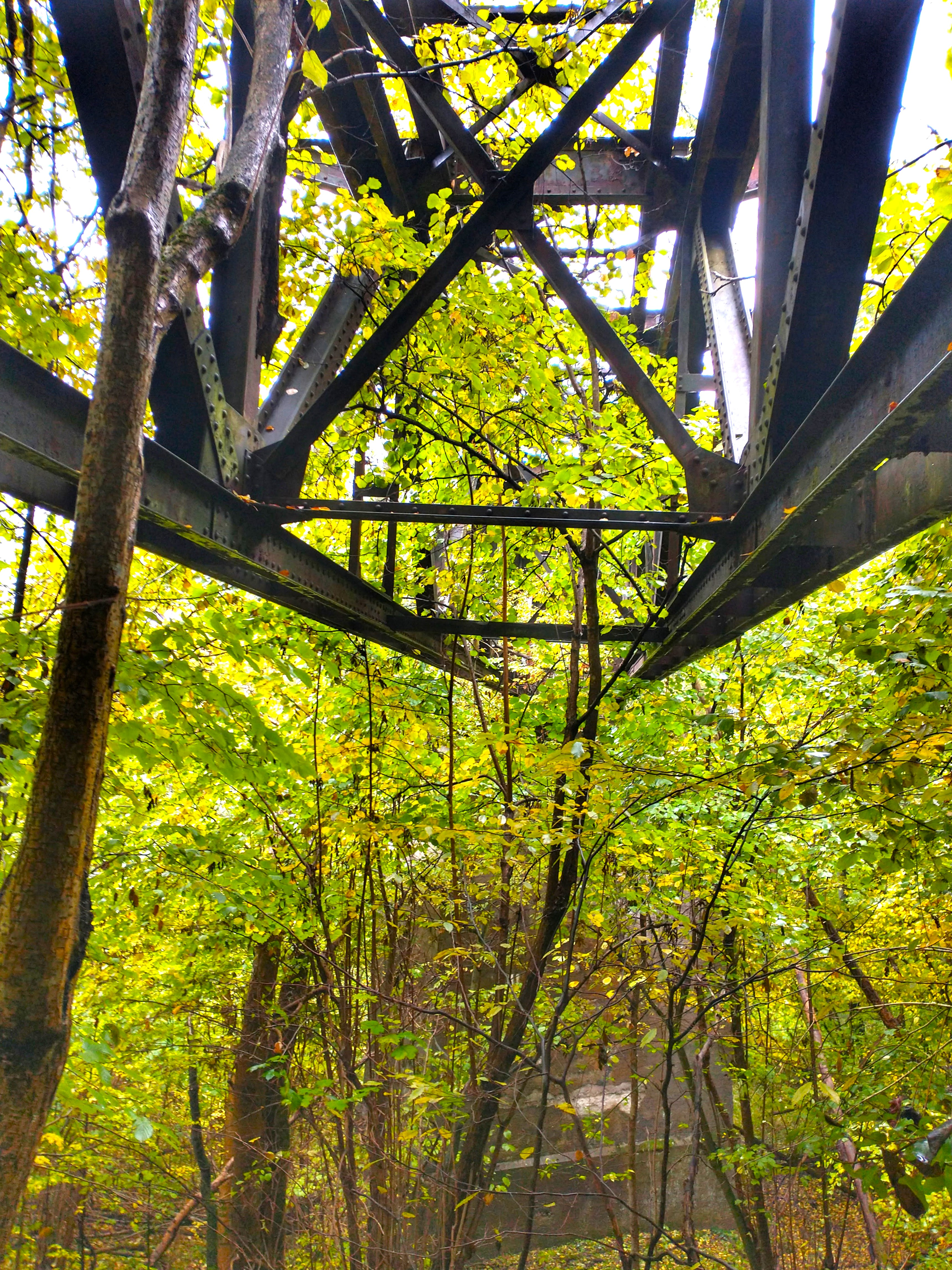
Most na Pasłęce pod Sportynami
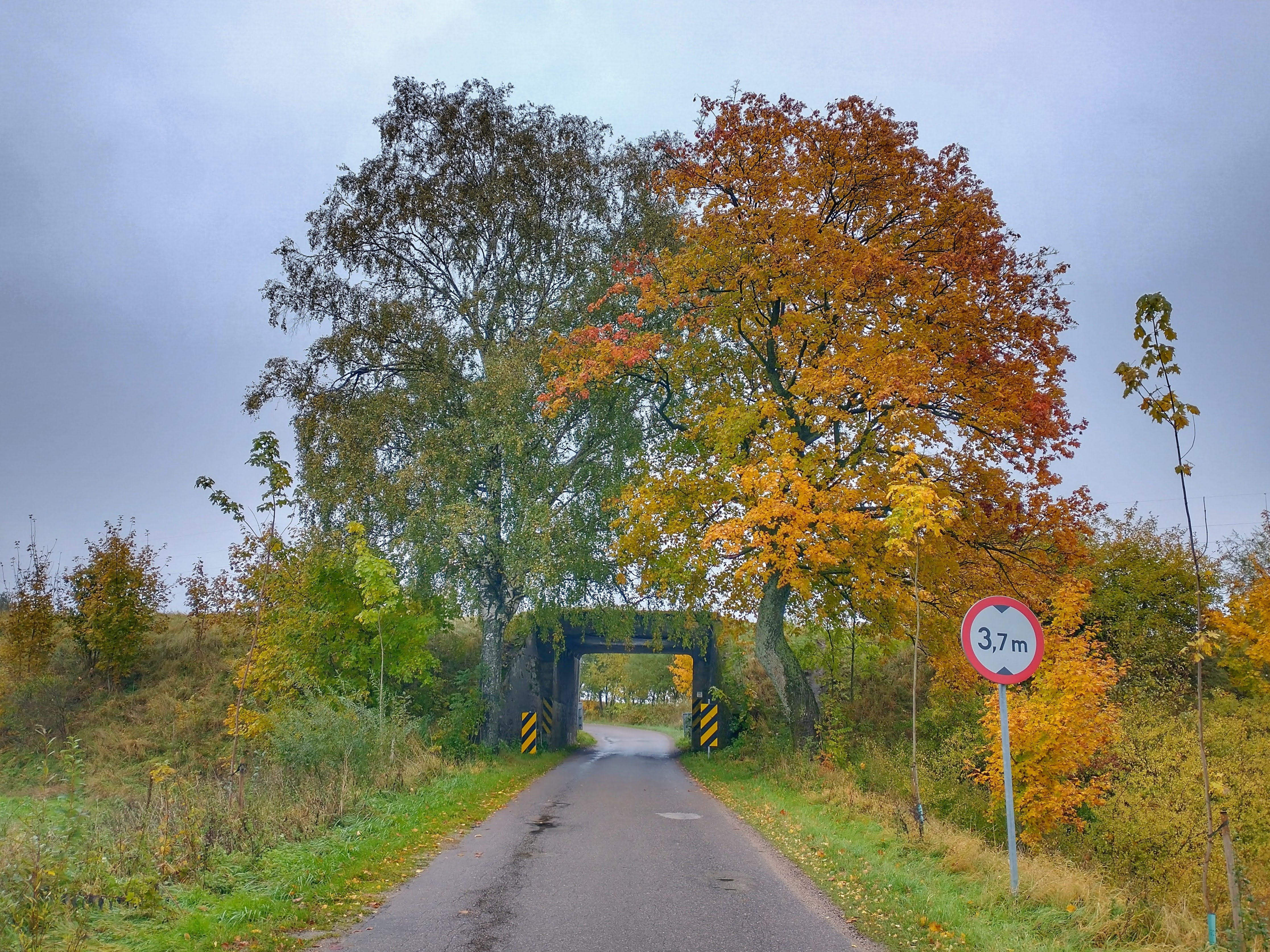
Wiadukt nieopodal Warkałów